# Burhinus grallarius
El alcaraván colilargo (Burhinus grallarius)
 es una especie de ave charadriforme de la familia Burhinidae nativa de Australia.

## Comportamiento

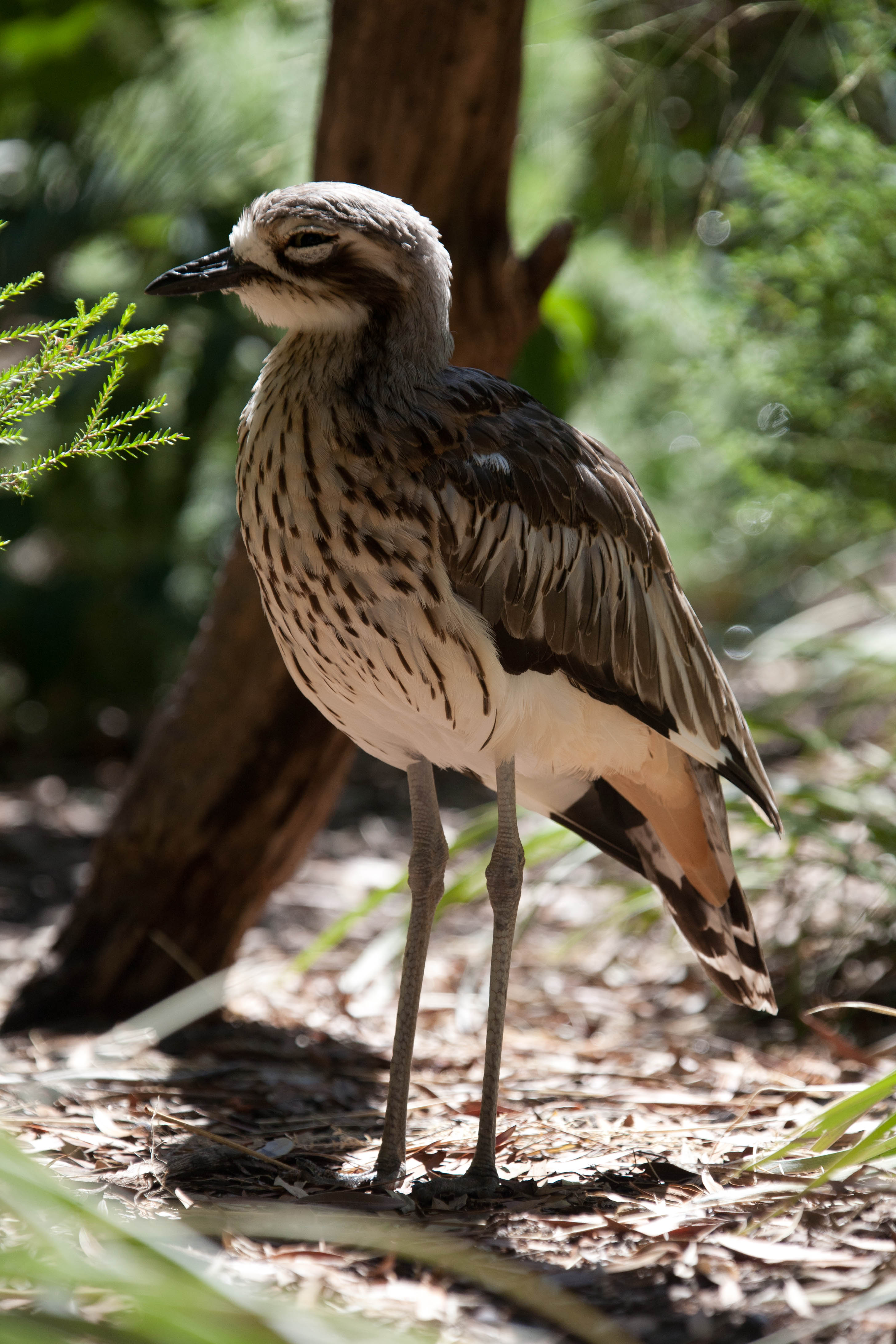
Adulto en el zoológico de Perth

A pesar de que se parece bastante a un ave limícola y se relaciona con los ostreros, avocetas y chorlitos, es un depredador terrestre que llena un nicho ecológico similar a la de los correcaminos de América del Norte.
Como la mayoría de burínidos, es principalmente nocturno y está especializado en la caza de pequeños animales de pastizales como ranas, arañas, insectos, moluscos, crustáceos, serpientes, lagartos y pequeños mamíferos. Durante el día tiende a permanecer inactivo, refugiado entre la hierba alta o en pequeños arbustos y confiando en su plumaje críptico para protegerlos de los depredadores. Cuando se les molesta, se congelan inmóviles, a menudo en posturas de extraño aspecto. Para los depredadores visuales como las rapaces (y humanos), esto funciona bien, pero sirve de poco con los animales que cazan por el olor, como zorros, dingos o varanos.
A pesar de su aspecto torpe y el hábito de quedarse inmóvil, son de andar seguro, rápido y ágil en el suelo, y aunque rara vez vuelan durante las horas del día, están lejos de ser torpes en el aire, su vuelo es rápido y directo con sus alas largas y anchas.

## Distribución y hábitat
Tiene una amplia variedad de hábitats, puede ser encontrado en bosques abiertos, bosques de eucalipto, en los bordes de bosques tropicales, praderas, matorrales áridos y a lo largo de los cursos aguas interiores. Se puede encontrar a través de Australia, desde la costa de Australia Occidental hasta Tasmania. Es una especie común en las ciudades de Brisbane, Cairns y Townsville, sin embargo, no se encuentra en las zonas urbanas en el sur de su área de distribución. Todavía es abundante en el norte tropical y subtropical, sin embargo se ha vuelto muy raro en las tierras menos fértiles del sur donde antes era común.